# Blythswood House

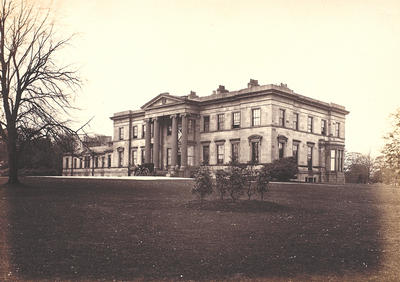
Blythswood House fotografiert von Thomas Annan 1870

Blythswood House war ein klassizistischer Herrensitz in Renfrewshire. Er wurde 1821 nach Plänen des schottischen Architekten James Gillespie Graham als Familiensitz der Barone Blythswood erbaut. Das Gebäude lag am rechten Ufer des Flusses Cart in der Nähe der Mündung des Cart in den Fluss Clyde. Bauherr war der Parlamentsabgeordnete Archibald Campbell of Blythswood. Er ließ das neue Anwesen direkt neben dem alten Familiensitz der Blythswoods errichten, der sich seit 1654 im Besitz der Familie befunden hatte. Zum Blythswood House gehörten im 19. Jahrhundert weitläufige Ländereien, die heute fast vollständig mit den westlichen Vorstädten von Glasgow überbaut sind. Die Ausdehnung des Großraums Glasgow war 1935 auch der Grund für den Abriss des Gebäudes. An der Stelle, an der das Blythswood House gestanden hatte, befindet sich heute der Renfrew Golf Course.

## Sonstiges
In Blythswood House befand sich von 1892 bis 1905 ein bekanntes Labor, dessen Zweck die Erforschung vieler damaliger Grenzbereiche der Physik, u. a. Kathoden- und Röntgenstrahlung, sowie Spektroskopie und Radioaktivität, war.